# Kernenergie in der Schweiz
Die Kernenergie trägt rund 35 Prozent zur Gesamtstromerzeugung in der Schweiz bei. Stand Mai 2025 wurden in der Schweiz an drei Standorten vier Reaktorblöcke mit einer installierten Nettogesamtleistung von 2973 MW betrieben. Der erste kommerziell genutzte Reaktorblock ging 1969 in Beznau in Betrieb.

## Liste der Kernreaktoren in der Schweiz
In der Schweiz werden mit insgesamt vier Kernreaktoren (Beznau 1 und 2, Gösgen, und Leibstadt) 35,2 % des produzierten Stroms erzeugt, weitere 56,4 % mit Wasserkraftwerken und 4,2 % in konventionell-thermischen Kraftwerken bzw. auf der Basis anderer regenerativer Energien (2019). Überwacht werden sie vom Rat des Eidgenössischen Nuklearsicherheitsinspektorats (ENSI), der Aufsichtsbehörde für die nukleare Sicherheit und Sicherung der schweizerischen Kernanlagen. Der Rat ist ein unabhängiges Gremium, das vom Bundesrat gewählt wird und nur diesem direkt unterstellt ist.
| Name      | Block | Reaktor- typ | Modell     | Status      | Leistung [MWe] | Leistung [MWe] | Therm. Leistung [MWt] | Bau- beginn | Erste Kritikalität | Erste Netz- synchro- nisation | Kommer- zieller Betrieb (geplant) | Abschal- tung (geplant) | Ein- speisung [TWh] |
| Name      | Block | Reaktor- typ | Modell     | Status      | Netto          | Brutto         | Therm. Leistung [MWt] | Bau- beginn | Erste Kritikalität | Erste Netz- synchro- nisation | Kommer- zieller Betrieb (geplant) | Abschal- tung (geplant) | Ein- speisung [TWh] |
| --------- | ----- | ------------ | ---------- | ----------- | -------------- | -------------- | --------------------- | ----------- | ------------------ | ----------------------------- | --------------------------------- | ----------------------- | ------------------- |
| Lucens    | 1     | HWGCR        | HWGCR      | Stillgelegt | 6              | 7              | 28                    | 01.04.1962  | 29.12.1966         | 29.01.1968                    | –                                 | 21.01.1969              | –                   |
| Mühleberg | 1     | BWR          | BWR-4      | Stillgelegt | 373 (306)      | 390            | 1097                  | 01.03.1967  | 08.03.1971         | 01.07.1971                    | 06.11.1972                        | 20.12.2019              | 122,46              |
| Beznau    | 1     | PWR          | WH 2LP     | In Betrieb  | 365 (350)      | 380            | 1130                  | 01.09.1965  | 30.06.1969         | 17.07.1969                    | 09.12.1969                        | (2033)                  | 130,59              |
| Beznau    | 2     | PWR          | WH 2LP     | In Betrieb  | 365            | 380            | 1130                  | 01.01.1968  | 16.10.1971         | 23.10.1971                    | 04.03.1972                        | (2032)                  | 137,43              |
| Gösgen    | 1     | PWR          | PWR 3 Loop | In Betrieb  | 1010 (920)     | 1060           | 3002                  | 01.12.1973  | 20.01.1979         | 02.02.1979                    | 01.11.1979                        | –                       | 313,35              |
| Leibstadt | 1     | BWR          | BWR-6      | In Betrieb  | 1233 (960)     | 1275           | 3600                  | 01.01.1974  | 09.03.1984         | 24.05.1984                    | 15.12.1985                        | –                       | 298,32              |

1. ↑  HWGCR: 2-loops

## Geschichte
In der Schweiz gab es neun Volksabstimmungen zum Thema Kernenergie.
- 24. November 1957: Bundesbeschluss über die Ergänzung der Bundesverfassung durch einen Artikel 24quinquies betreffend die Atomenergie und den Strahlenschutz; 77,3 % stimmten dem Bundesbeschluss zu.
- 18. Februar 1979: Volksinitiative «zur Wahrung der Volksrechte und der Sicherheit beim Bau und Betrieb von Atomanlagen»; mit 48,8 % Ja- gegen 51,2 % Nein-Stimmen und 8 2/2 gegen 12 4/2 Stände scheiterte die Initiative sowohl am Volks- als auch am Ständemehr.
- 20. Mai 1979: fakultatives Referendum zum Atomgesetz: mit 68,86 % Ja-Stimmen wurde das unter dem Druck der Volksinitiative verschärfte Gesetz angenommen[6]
- 23. September 1984: Volksinitiative «für eine Zukunft ohne weitere Atomkraftwerke»; mit 45,0 % Ja- gegen 55,0 % Nein-Stimmen und 5 2/2 gegen 15 4/2 Stände scheiterte die Initiative am Volksmehr und am Ständemehr.
- Am 23. September 1990 gab es zwei weitere Volksabstimmungen über die Kernenergie.
  - Die Initiative «Stoppt den Bau von Kernkraftwerken», die ein zehnjähriges Moratorium für den Bau neuer Kernkraftwerke forderte, war mit 54,5 % Ja-Stimmen erfolgreich.
  - Die Initiative für einen Atomausstieg bekam 47,1 % Ja-Stimmen, also keine Mehrheit.
- Zwei weitere Volksinitiativen wurden am 18. Mai 2003 abgelehnt:
  - «Strom ohne Atom» strebte erneut einen Ausstieg an, erzielte aber nur 33,7 % Ja-Stimmen.
  - «Für längere Wartefristen» forderte eine Verlängerung des Moratoriums, das aufgrund der Volksinitiative «Stoppt den Bau von Kernkraftwerken» festgelegt worden war; die Volksinitiative fand aber nur 41,6 % Zustimmung.
- Die Atomausstiegsinitiative sah die Abschaltung von Kernkraftwerken nach maximal 45 Jahren Betriebszeit vor. Sie wurde am 27. November 2016 mit 54,2 % Nein-Stimmen und Ständemehr abgelehnt.

Die Initiative «Strom ohne Atom» hatte vorgesehen, bis 2033 alle Kernkraftwerke zu schliessen. Hierbei sollte mit den beiden Reaktoren in Beznau begonnen werden; Mühleberg sollte 2005 folgen, Gösgen 2009 und Leibstadt 2014. «Für längere Wartefristen» forderte eine Verlängerung des Moratoriums um weitere zehn Jahre und zusätzlich eine Beschränkung der Gesamtlaufzeit von Reaktoren auf vierzig Jahre. Das Scheitern von «Für längere Wartefristen» war für viele sehr überraschend, da zuvor durchgeführte Meinungsumfragen eher das Gegenteil vorausgesagt hatten. Die zum Zeitpunkt des Volksentscheids (Mai 2003) verschlechterte Wirtschaftslage der Schweiz wurde vielfach als Hauptgrund für die Ablehnung beider Initiativen betrachtet.
Da die geplante Laufzeit der Kernkraftwerke Beznau und Mühleberg auslief, wurde seit der Jahrtausendwende über den Bau zweier neuen Kernkraftwerke nachgedacht. Der Schweizer Energieversorger Aare-Tessin AG für Elektrizität (Atel) favorisierte die Standorte Gösgen und Beznau und gab die Gründung einer Planungsgesellschaft für zwei Reaktoren mit einer Leistung von je 1.600 MW bekannt. Am 10. Juni 2008 reichte die Atel beim Bundesamt für Energie (BFE) ein Gesuch um eine Rahmenbewilligung für ein zweites Kernkraftwerk in Gösgen ein, das Kernkraftwerk Niederamt heissen sollte. Dieses sollte ab 2025 Strom liefern.
Die Nuklearkatastrophe von Fukushima im März 2011 führte aber nach deutschem Vorbild auch in der Schweiz zur Energiewende. Am 25. Mai 2011 gab der Bundesrat bekannt, dass er sich für einen langfristigen Atomausstieg entschieden habe. Die derzeit laufenden Atomkraftwerke sollen bis zum Ende ihrer Betriebsdauer bestehen bleiben, danach jedoch nicht ersetzt werden. Das relativ jüngste Atomkraftwerk in Leibstadt würde, bei der Annahme einer Betriebsdauer von 50 Jahren, 2034 abgeschaltet.  Am 21. Mai 2017 stimmte das Schweizer Volk der Energiestrategie 2050 mit 58,2 % Ja-Stimmen zu. Dies hat zur Folge, dass der Bau neuer Atomkraftwerke verboten ist und dass erneuerbare Energien und die effizientere Nutzung von Energie gefördert werden sollen.
Am 20. Dezember 2019 wurde mit dem Kernkraftwerk Mühleberg erstmals ein kommerzielles Kernkraftwerk der Schweiz endgültig vom Netz genommen.
Beim Kernkraftwerk Beznau wurde, mit Stand vom März 2024, eine Betriebsverlängerung auf über sechzig Jahre geprüft. Es soll nun im Jahr 2032 bzw. 2033 abgeschaltet werden. Mitte Dezember 2024 soll das Kernkraftwerk Leibstadt in den Langzeitbetrieb gehen. Das Kernkraftwerk Gösgen ist bereits seit 2019 im Langzeitbetrieb.
Der Bundesrat kündigte am 20. Dezember 2024 an, das AKW-Neubauverbot aus dem Gesetz streichen zu wollen.

## Radioaktiver Abfall
Im Bundesbeschluss zum schweizerischen Atomgesetz vom 6. Oktober 1978 wurde die Gültigkeit von Betriebsbewilligungen für Kernkraftwerke nach dem Jahr 1985 vom Nachweis der sicheren Entsorgung abhängig gemacht. Der Bundesbeschluss war befristet bis zum Inkrafttreten eines neuen Atomgesetzes, jedoch längstens bis zum 31. Dezember 1983. Am 18. März 1983 wurde er bis Ende 1990 und am 22. Juni 1990 bis Ende 2000 verlängert. In der Botschaft an das Parlament vom März 2000 wurde die Änderung des Bundesbeschlusses und dessen erneute Verlängerung bis zum 31. Dezember 2010 beantragt und am 6. Oktober 2000 beschlossen.
Die Schweiz hat seit Juni 1999 ein neues Gesetz zur Entsorgung radioaktiver Abfälle. Es legt fest, dass der Erzeuger radioaktiver Abfälle für die dauernde, sichere Entsorgung und Endlagerung bzw. Beseitigung verantwortlich ist.
In der Schweiz ist die Nagra (Nationale Genossenschaft für die Lagerung radioaktiver Abfälle) von den Verursachern radioaktiver Abfälle beauftragt, Lösungen für die Lagerung des radioaktiven Abfalls zu erarbeiten und zu realisieren. Seit 2001 werden verbrauchte Brennelemente und sonstige radioaktive Abfälle sukzessive ins Zwischenlager in Würenlingen transportiert.
Für die Endlagerung wird gegenwärtig Opalinuston als Wirtsgestein favorisiert. Atomgegner kritisieren als nicht nachvollziehbar, nachdem jahrelang eine Endlagerung in Granitgestein favorisiert wurde. Außerdem sei die Tonschicht sehr dünn und die Folgen von Wärmeentwicklung auf das Gestein nicht ausreichend untersucht.
Im Felslabor Mont Terri wurden Bakterien und (an anderer Stelle) aus dem Meer stammende Salzwasser-Reste im Gestein gefunden, was seine Undurchlässigkeit laut Labor-Direktor Paul Bossart „nach spätestens 100'000 Jahren“ in Frage stellt. Es gibt aber Nuklide im Abfall, die wesentlich länger strahlen.
Im September 2022 gab die Nagra bekannt, dass sie das Haberstal in Windlach als Endlager-Standort vorschlägt und bis in zwei Jahren das Rahmenbewilligungsgesuch ausarbeiten und beim Bund einreichen will.
Die Nagra hat Mitte November 2024 beim Bundesamt für Energie das Rahmenbewilligungsgesuch für ein Tiefenlager im Bereich "Nördlich Lägern" eingereicht.

## Folgekosten
Eine 2016 von SwissNuclear im Auftrag der Kommission für den Stilllegungsfonds und den Entsorgungsfonds durchgeführte Kostenstudie bezifferte die Kosten für die Stilllegung der Kernkraftwerke und die Endlagerung der radioaktiven Abfälle auf 22,8 Mrd. Franken. Eine 2017 durchgeführte Überprüfung dieser Studie durch unabhängige Forscher kam auf eine etwas höhere Summe von 23,5 Mrd. Franken. Im Dezember 2020 wurde kommuniziert, dass die voraussichtlichen Gesamtkosten 23,9 Mrd. betragen, wovon der grösste Teil auf die Entsorgungskosten entfällt.